# Йоенсуу (аеропорт)
Аеропорт Йоенсуу (Joensuun lentoasema) (IATA: JOE, ICAO: EFJO) — аеропорт у Ліпері, Фінляндія, приблизно за 11 км NW від центру міста Йоенсуу, Фінляндія.

## Авіалінії та напрямки
| Авіакомпанія     | Пункт призначення                                |
| ---------------- | ------------------------------------------------ |
| Avion Express    | Сезонний чартер: Ханья, Родос                    |
| Finnair          | Гельсінкі                                        |
| Pegasus Airlines | Сезонний чартер: Анталія, Бодрум, Даламан, Ізмір |

## Статистика
Див. джерело запитів Вікіданих та джерела.

## Наземний транспорт

### Автобус
Маршрут 6, який обслуговує громадський транспорт регіону Йоенсуу, курсує між аеропортом і центром міста згідно з розкладом рейсів.